# Oxytelus convergens
Oxytelus convergens är en skalbaggsart som beskrevs av Leconte 1877. Oxytelus convergens ingår i släktet Oxytelus och familjen kortvingar. Inga underarter finns listade i Catalogue of Life.